# Campestre do Menino Deus
Campestre do Menino Deus est un quartier de la ville brésilienne de Santa Maria, Rio Grande do Sul. Le quartier est situé dans district de Sede.

## Vilas
Le quartier possède les vilas suivantes : Campestre do Menino Deus, Perau, Rincão do Soturno, Vila Dutra, Vila Garibaldi, Vila Menino Deus, Vila Pires.